# Sipos Iván
Sipos Iván (Nagyvárad, 1897. június 18. – Budapest, 1938. április 8.) erdélyi magyar költő, író, újságíró.

## Életútja, munkássága
Szülei Sipos János és Lohinszky Paula voltak. Középiskolai tanulmányait Nagyváradon kezdte, majd Debrecenben folytatta. Itt érettségizett (1915), utána a frontra vitték, ahonnan sérülten egy pesti kórházba került. 
Diákkorában a Debreceni Nagy Újságban és a Debreceni Független Újságban közölt. 1916-tól 1919-ig a Délmagyarországnál dolgozott, közben a Szeged és Vidékében is publikált. 
Radikális forradalmi magatartása miatt 1919 áprilisában kiutasították Szegedről. Egy ideig a Tanácsköztársaság sajtóosztályán dolgozott Budapesten, de a kommunisták is letartóztatták. Világnézetéről a Tűz 1919. március 22-i számában vallott. Később újságíróként dolgozott Budapesten, Miskolcon, Szegeden, Debrecenben és végül Nagyváradon.
Tárcákat, verseket közölt a Tavaszban és a Magyar Szóban, ez utóbbinak szerkesztője is volt. Itt jelent meg dokumentumértékű esszéje a novemberi forradalomról (A túlsó partról! Vérrel mocskolt fehér lobogó. Magyar Szó, 1920/2). E két lap megszűnte után a Nagyváradi Napló munkatársa volt, majd próbálkozott Aradon és 1924-ben Kolozsváron, ahol Hétfői Újság címmel lapot próbált kiadni. Végül 1924-ben Hollandiába távozott, onnan tudósította a Szabadságot és a Nagyváradi Naplót. 1924 végén visszatért Budapestre, a Magyar Újság, a Tolnai Világlapjában és a Délibábban közölt. A császár szakálla c. novellája a Nyugat 1926-os pályázatán dicséretben részesült.

## Művei
- Új oltár zsámolyánál (versek, Szeged, 1916)
- Lázárok az úton (novellák. Nagyvárad, 1920)
- Vörös kilenc (regény. Budapest, 1926. Legjobb könyvek)
- A császár szakálla (regény, Budapest, 1927. Tolnai regénytára)
- Ember a kereszten. I–II. (regény, Kašovice, 1928; 2. kiad. Budapest, 1930)
- Árnyékok a szívben (három kisregény, Budapest, 1928; 2. kiad. Budapest, 1930)
- Éjjeli pillangó (Budapest, 1930)
- Halálos út (regény, Budapest, 1932)
- Ötszáz pengővel kezdődik (regény, Budapest, 1935)
- Földön, vízen, levegőben (regény, Budapest, 1935)
- Merénylet! Regény; Hellas Ny., Bp., 1936 (Szivárvány)

Naplótöredékei az első világháború éveiből (1914–15) hagyatékában maradtak.